# ドナルドの催眠術
『ドナルドの催眠術』（ドナルドのさいみんじゅつ、原題：The Eyes Have It）は、ウォルト・ディズニー・プロダクション（現：ウォルト・ディズニー・カンパニー）が製作した1945年3月30日公開のアニメーション短編映画作品。ドナルドダック・シリーズの第56作である。

## あらすじ
ドナルドの元に催眠術が使えるメガネが届く。ドナルドは早速、飼い犬のプルートを実験台に試すことに。鼠、亀、雌鶏と次々と変化させてプルートの様子を楽しむドナルド。雌鶏になったプルートは芋虫を追いかけ始め、花壇の花を蹴散らして進んだために怒ったドナルドに突き飛ばされ鶏小屋の中へ。雌鶏の後ろへと着いて行き、他の雌鶏たちと同じように藁の中に座り、騒がしいと思うぐらいの仲良く会話を始める。しかし、やかましく疎ましく感じた雄鶏と喧嘩になり、睨み合いを展開する。
調子に乗ったドナルドはプルートにライオンになるよう催眠術をかける。ライオンに豹変したプルートに雄鶏が逃げる様子も面白がっていたドナルドだが、二匹の追いかけっこに巻き込まれてメガネが破損してしまい、更にはライオンとなったプルートに追い回されてしまうことに。自宅の中でドタバタを繰り返しているうちに二人は屋根を突き破り、地面へと落下。そのショックでプルートは正気に戻り、気絶していたドナルドを起こすものの、プルートが戻ったことに気づいていないドナルドは気が狂ったように逃亡。その様相にプルートは訳も分からず、首を傾げるばかりであった。

## スタッフ
- 製作：ウォルト・ディズニー
- 監督：ジャック・ハンナ
- 脚本：ビル・バーグ、ラルフ・ライト
- 音楽：ポール・J・スミス
- 美術：エール・グレイシー
- 背景：
- 原画：ボブ・チャールソン、ジョン・リード

## キャスト
| キャラクター   | 原語版               | 旧吹き替え版 | 新吹き替え版 |
| -------------- | -------------------- | ------------ | ------------ |
| ドナルドダック | クラレンス・ナッシュ | 関時男       | 山寺宏一     |
| プルート       | ピント・コルヴィグ   | -            | -            |
| ナレーション   | -                    | 土井美加     | -            |

## 日本での公開

### 収録
- 『ドナルドダック・クロニクル Vol.2 限定保存版』（DVD、ブエナ・ビスタ・ホーム・エンターテイメント、新吹き替え版）
- 『ゆかいな仲間たち ドナルドのにぎやかバースデー』（VHS、バンダイ・ホームビデオ）